# Pieni Vesijärvi
Pieni Vesijärvi är en sjö i Finland. Den ligger i kommunen Vesanto i landskapet Norra Savolax, i den centrala delen av landet, 300 km norr om huvudstaden Helsingfors. Pieni Vesijärvi ligger 110,8 meter över havet. Den är 14,5 meter djup. Arean är 1,54 kvadratkilometer och strandlinjen är 8,59 kilometer lång. Sjön  ingår i Kymmene älvs huvudavrinningsområde.   Den ligger vid sjön Vesijärvi. I omgivningarna runt Pieni Vesijärvi växer i huvudsak blandskog.